# Agekianella
Agekianella är ett släkte av steklar. Agekianella ingår i familjen sköldlussteklar.
Kladogram enligt Catalogue of Life:
| Agekianella | \| \| Agekianella insularis \| \| \| \| \| \| Agekianella notatifemur \| \| \| \| |
|             | \| \| Agekianella insularis \| \| \| \| \| \| Agekianella notatifemur \| \| \| \| |
|             | Agekianella insularis                                                             |
|             |                                                                                   |
|             | Agekianella notatifemur                                                           |
|             |                                                                                   |